# Săcărești
Săcărești – wieś w Rumunii, w okręgu Jassy, w gminie Cucuteni. W 2011 roku liczyła 237 mieszkańców.